# Leńce
Leńce [pronunciación en polaco: /ˈlɛɲt͡sɛ/] es un pueblo ubicado en el distrito administrativo de Gmina Dobrzyniewo Duże, dentro del Condado de Białystok, Voivodato de Podlaquia, en el norte de Polonia oriental. Se encuentra aproximadamente a 6 kilómetros al este de Dobrzyniewo Duże y a 10 kilómetros al noroeste de la capital regional Białystok.
El pueblo tiene una población de 160 habitantes.